# Brachynemurus longicaudus
Brachynemurus longicaudus is een insect uit de familie van de mierenleeuwen (Myrmeleontidae), die tot de orde netvleugeligen (Neuroptera) behoort. 
Brachynemurus longicaudus is voor het eerst wetenschappelijk beschreven door Burmeister in 1839.